# Турция во Второй мировой войне

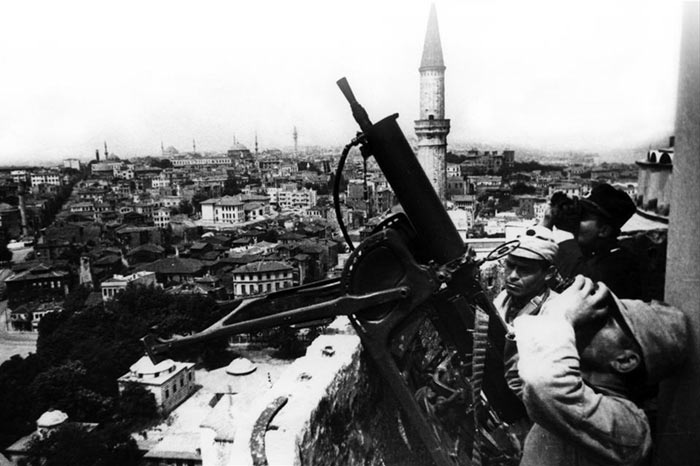
Пулемёты MG 08 на минарете Ай-Софии в Стамбуле в качестве зенитных пулемётов. Сентябрь 1941 года.

Турция в годы Второй мировой войны занимала позицию нейтралитета и формально присоединилась к антигитлеровской коалиции лишь на заключительном этапе войны в Европе — 23 февраля 1945 года Турция формально объявила войну Германии и Японии. В боевых действиях против этих стран турецкие войска участия не принимали; объявление войны  было чисто дипломатическим и символическим жестом, не повлекшим за собой никаких военных столкновений. Единственным реальным следствием этого объявления стало интернирование небольшого числа японских дипломатов и граждан, находившихся в Турции. Учитывая важное стратегическое положение Турции, противоборствующие стороны постоянно предпринимали активные дипломатические усилия для её привлечения на свою сторону. В самой Турции также имелись политические силы, считавшие, что государство должно принять участие в общемировом конфликте на стороне стран Оси или антигитлеровской коалиции. В современной историографии имеются расхождения по поводу позиции турецкого правительства в годы Второй мировой войны. Так, часть историков (прежде всего турецких), считает, что правительство Турции предпринимало все возможные усилия, чтобы не допустить участие Турции в войне на стороне любой из противоборствующих сторон. Другая часть историков и публицистов (прежде всего советских) считает, что турецкое правительство на определённом этапе войны (в случае падения Сталинграда) планировало вступление в войну на стороне Стран Оси и было готово к нападению на Советский Союз осенью 1942 года.

## Стратегическое положение Турции
Желание противоборствующих сторон привлечь Турцию к участию в мировой войне на своей стороне прежде всего объяснялось её важным стратегическим положением. Турецкая республика расположилась сразу в двух частях света — Азии и Европе, под её контролем находились стратегически важные Черноморские проливы. Кроме того, Турция граничила с советским Закавказьем, в котором находились бакинские месторождения нефти и с Персией, через которую в годы Второй мировой войны пролегал один из путей доставки грузов от союзников по антигитлеровской коалиции в Советский Союз.

## Внешняя политика Турции после Первой мировой войны
После поражения в Первой мировой войне и распада Османской империи в Турции была провозглашена республика во главе с «отцом нации» Мустафой Кемалем. Согласно Лозаннскому мирному договору, Турция утратила значительные территории, был поставлен под сомнение её суверенитет над Черноморскими проливами.
В 20—30-е годы XX века внешняя политика кемалистской Турции была направлена на восстановление своих позиций в регионе. Опасаясь, прежде всего, усиления фашистской Италии в Средиземноморском регионе, провозгласившей курс на возрождение Римской империи, Турция начала ориентироваться на сотрудничество с Францией.
В 1932 году Турция при помощи Франции вступила в Лигу Наций, а в 1934 году, заключив предварительно двухсторонние соглашения с рядом балканских государств (14 сентября 1933 года — с Грецией, 18 октября 1933 года — с Румынией, 27 ноября 1933 года — с Югославией), стала членом про-французской Балканской Антанты. Практически сразу после этого турецкое правительство инициировало созыв новой конференции о статусе Черноморских проливов. В 1936 году была принята Конвенция Монтрё, восстановившая суверенитет Турции над проливами.
Кроме того, в 1936 году турецкое правительство подняло в Лиге Наций «Хатайский вопрос», потребовав передачи ему Александреттского санджака, который входил в состав подмандатной Франции Сирии, но на который Турция предъявляла претензии с 1923 года. Под давлением Лиги Наций Франция была вынуждена предоставить санджаку автономию.

В это же время турецкое правительство под руководством Мустафы Кемаля поддерживало доброжелательные отношения с Советским Союзом. Начало отношениям было положено ещё осенью 1920 года, когда во время войны за независимость Турции советское правительство оказало Кемалю значительную помощь. Добрососедские отношения между странами были закреплены договором о дружбе и сотрудничестве между СССР и Турцией, подписанным в 1925 году, дополнительным протоколом к договору, подписанным в 1929 году. Статья № 2 договора гласила: 
в случае военного выступления против одной из сторон одной или нескольких третьих держав соблюдать нейтралитет, а также воздерживаться от всякого нападения на другую сторону и не принимать участия ни в каком союзе или соглашении политического характера с одной или несколькими третьими державами, или ином враждебном акте, направленном против другой стороны
Договор 7 ноября 1935 года был продлён ещё на 10 лет.

## 1938—1939. Обострение в Европе
С началом кризиса в европейских дипломатических отношениях, вызванного ревизионистской политикой Гитлера, правительство нацистской Германии попыталось включить Турцию в сферу своей политики. В июле 1938 года во время встречи с министром иностранных дел Турции Рюштю Арасом, Иоахим фон Риббентроп предложил Турции присоединиться к блоку государств Оси. В ответ на это предложение министр иностранных дел Турции ответил, что «Турция не намерена возрождать Оттоманскую империю».
В это же время в июле 1938 года Франция провела в Александреттском санджаке выборы в Законодательное собрание, которое провозгласило в сентябре 1938 года на подконтрольной ему территории Государство Хатай под турко-французским контролем.
В ноябре 1938 года скончался Мустафа Кемаль, на его место был выбран Исмет Инёню.
Ситуация на Балканах обострилась в апреле 1939 года, когда Италия оккупировала Албанию. В условиях большой дипломатической игры, идущей в Европе, в мае 1939 года Великобритания в одностороннем порядке предоставила Турции гарантии независимости, а затем подписала с ней предварительное соглашение о гарантиях безопасности. Сразу же начались переговоры о создании британско-франко-турецкого союза. Однако Турция выдвинула в качестве условия присоединения Франции к союзу вхождение в состав Турции Государства Хатай. 23 июня 1939 году французское правительство дало согласие на расширение территории Турции, и в этот же день был подписан секретный предварительный британско-франко-турецкий договор о взаимопомощи. По мнению ряда американских, европейских и турецких исследователей, именно передача Александреттского санджака Турции обеспечила её нейтралитет во Второй мировой войне.
В условиях обострения ситуации в Европе активизировало свои действия и советское правительство. В апреле Анкару посетил первый заместитель народного комиссара иностранных дел СССР Владимир Потёмкин с целью воспрепятствовать укреплению отношений Турции с Германией и добиться её сближения с Советским Союзом. 5 июня 1939 года между советским посольством в Анкаре и Министерством иностранных дел Турции произошёл обмен нотами, подтверждающий продление Договора о дружбе и сотрудничестве до 7 ноября 1945 года.

## 1939—1940. Первый этап войны
1 сентября 1939 года с нападением Германии на Польшу началась Вторая мировая война. За неделю до начала боевых действий после провала британско-франко-советских переговоров был подписан советско-германский договор о ненападении. По мнению ряда западных и турецких историков, заключение советско-германского договора в августе 1939 года было воспринято в Турции негативно и заставило в дальнейшем осторожно относиться к советским дипломатическим инициативам.
В то же время советско-турецкие переговоры были продолжены в сентябре—октябре 1939 года во время визита в Москву министра иностранных дел Турции Ш. Сараджоглу. Переговоры не увенчались успехом по нескольким причинам. Во-первых, турки уже имели секретную предварительную договорённость о заключении турецко-британо-французского военного союза, а британский министр иностранных дел Э. Галифакс выступил категорически против присоединения к договору и Советского Союза, а само турецкое правительство заявило, что готово заключить договор только в случае, если в нём будет сделана оговорка об обязательствах Турции перед Францией и Великобританией. Во-вторых, Советский Союз в ходе переговоров, стараясь учитывать интересы Германии и уравновесить договор с учётом турецких предложений, выдвинул турецкому правительству ряд неприемлемых для него условий (изменение условий пользования черноморским проливами в пользу СССР, неготовность оказать Турции помощь в случае её конфликта с Германией).
В результате 19 октября 1939 года турецкое правительство заключило британско-французско-турецкий военный союз о взаимопомощи в случае переноса боевых действий в регион Средиземноморья. Однако в протоколе № 2 договора о заключении союза турецкое правительство указало, что его положения не распространяются на Советский Союз. По мнению отдельных историков, именно наличие данного пункта и отрицательная позиция Турции предотвратила готовящуюся французско-британскую бомбардировку Баку.

## 1940—1942. Второй этап войны
В мае-июне 1940 года немецкая армия разгромила Францию. 10 июня в войну против Франции вступила Италия. Британско-французские союзники в связи с переносом боевых действий в средиземноморский регион потребовали от турецкого правительства выполнения своих обязательств. Однако турецкое правительство, формально сославшись на протокол № 2 к договору от 19 октября 1939 года, отказалось выполнить требования союзников и объявило Турцию «невоюющей страной». Существует мнение, что турецкое правительство изначально не планировало выполнять свои союзнические обязательства, считая, что договор можно будет использовать лишь в случае агрессии против самой Турции.
После разгрома и оккупации Франции баланс сил в Европе резко изменился в пользу Германии и её союзников. Турецкое правительство стало проводить более прогерманскую политику. Летом 1940 года было подписано соглашение о турецко-германском экономическом сотрудничестве.
Между тем, судьба Турции обсуждалась и на советско-германских переговорах (о вхождении СССР в коалицию «Пакт четырёх держав») в Берлине в ноябре 1940 года. Одним из условий присоединения к Тройственному пакту советское руководство выдвинуло размещение советских баз в Черноморских проливах. Оно, как и ряд других условий, было отвергнуто германским правительством, в результате чего укрепления советско-германского сотрудничества не состоялось, и в Германии был утверждён план «Барбаросса».

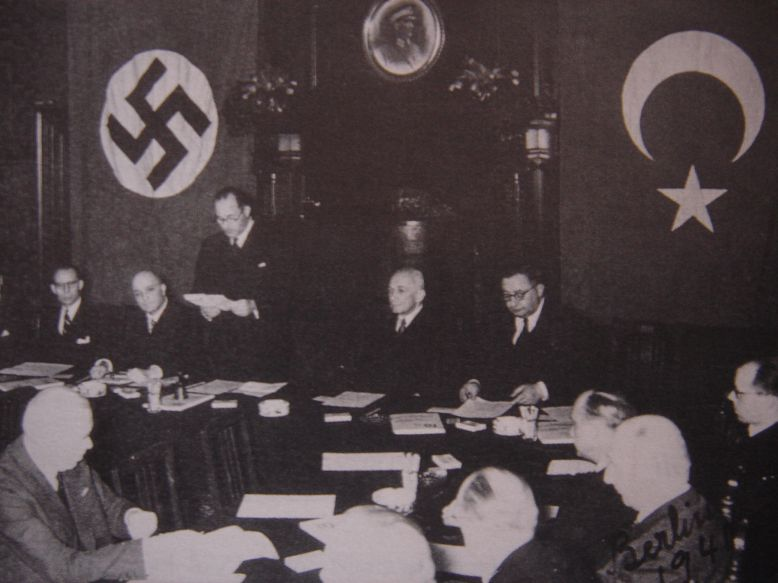
Подписание турецко-немецкого договора о дружбе 18 июня 1941 года

Весной 1941 года Германия разгромила и захватила Югославию и Грецию, захватила остров Крит, вплотную подойдя к турецким границам. Стала реальной угроза возможного вторжения в саму Турцию. 11 июня 1941 года была издана директива германского руководства, согласно которой после завершения операции «Барбаросса» предполагалось движение германских войск через Турцию независимо от её согласия в Иран и в направлении Суэцкого канала. В этих условиях турецкое правительство ещё больше склонилось в сторону проведения прогерманской политики. В Турции резко усилилась германская пропаганда, направленная на все слои турецкого общества через прессу, культурный обмен, радио. Во время германских военных успехов, она действительно имела определённый эффект. Особенно усилились прогерманские настроения в военных кругах, где их проводником был начальник Генштаба Турции генерал Ф. Чакмак. В апреле и июне 1941 года турецкое правительство отказалось пропустить через свою территорию войска Великобритании и Свободной Франции, направляющиеся для ведения боевых действий в Ирак, а также в Сирию. В то же время, турецкое правительство отказалось пропустить через свою территорию и войска Вермахта и Вишистской Франции, которые планировалось отправить в Ирак и Сирию. В это же время в Анкаре активно муссировались слухи о территориальных претензиях и угрозе Турции со стороны Советского Союза. Разворот Турции от пробританской ориентации к прогерманской был оформлен буквально за четыре дня до вторжения Германии в СССР — 18 июня 1941 года был заключён Договор о дружбе и ненападении между Германией и Турцией, подписанный министром иностранных дел Турции Сараджоглу и немецким послом в Анкаре фон Папеном.
С началом Великой Отечественной войны турецкое правительство официально объявило о своём нейтралитете в данном конфликте, но в то же время провело частичную мобилизацию в провинциях, граничащих с территорией Советского Союза. Кроме того, на военную службу были призваны лица старше 60 лет и офицеры запаса старше 65 лет. Некоторые историки объясняют эти действия необходимостью восполнения недостатка военных подразделений в восточных провинциях, вызванного перемещением 40-тысячной армии в округ Фракия. Как бы то ни было, данные действия вызвали серьёзную озабоченность в Москве. Сталин летом-осенью 1941 года неоднократно объявлял, что не уверен в сохранении турецкого нейтралитета.
В то же время обострилась ситуация в соседнем с Турцией Иране, правительство которого начали обвинять в оказании поддержки Германии и ведении пронемецкой политики, несмотря на занятое государством в начале Второй мировой войны положение нейтралитета. В августе 1941 года в Иран прибыл начальник немецкой разведки адмирал Канарис с задачей осуществить государственный переворот. С целью противодействия немецким планам, советское правительство в августе 1941 года из Закавказского военного округа сформировало Закавказский фронт, войска которого одновременно с британскими войсками вошли в Иран и оккупировали его. С лета 1941 года стали возникать отдельные вооружённые конфликты на советско-турецкой границе.
На этом этапе союзники по антигитлеровской коалиции были крайне заинтересованы в сохранении именно турецкого нейтралитета. Британское правительство считало, что даже вступление Турции в войну на стороне антигитлеровской коалиции было бы худшим вариантом развития событий, так как потребовало бы переброски в Турцию британских войск, необходимых на других театрах военных действий. На московских переговорах в сентябре 1941 года лорд Бивербрук предложил даже поощрить Турцию за сохранение ею нейтралитета, но Сталин, не будучи уверен, что Турция в дальнейшем не вступит в войну на стороне Германии, отверг это предложение.

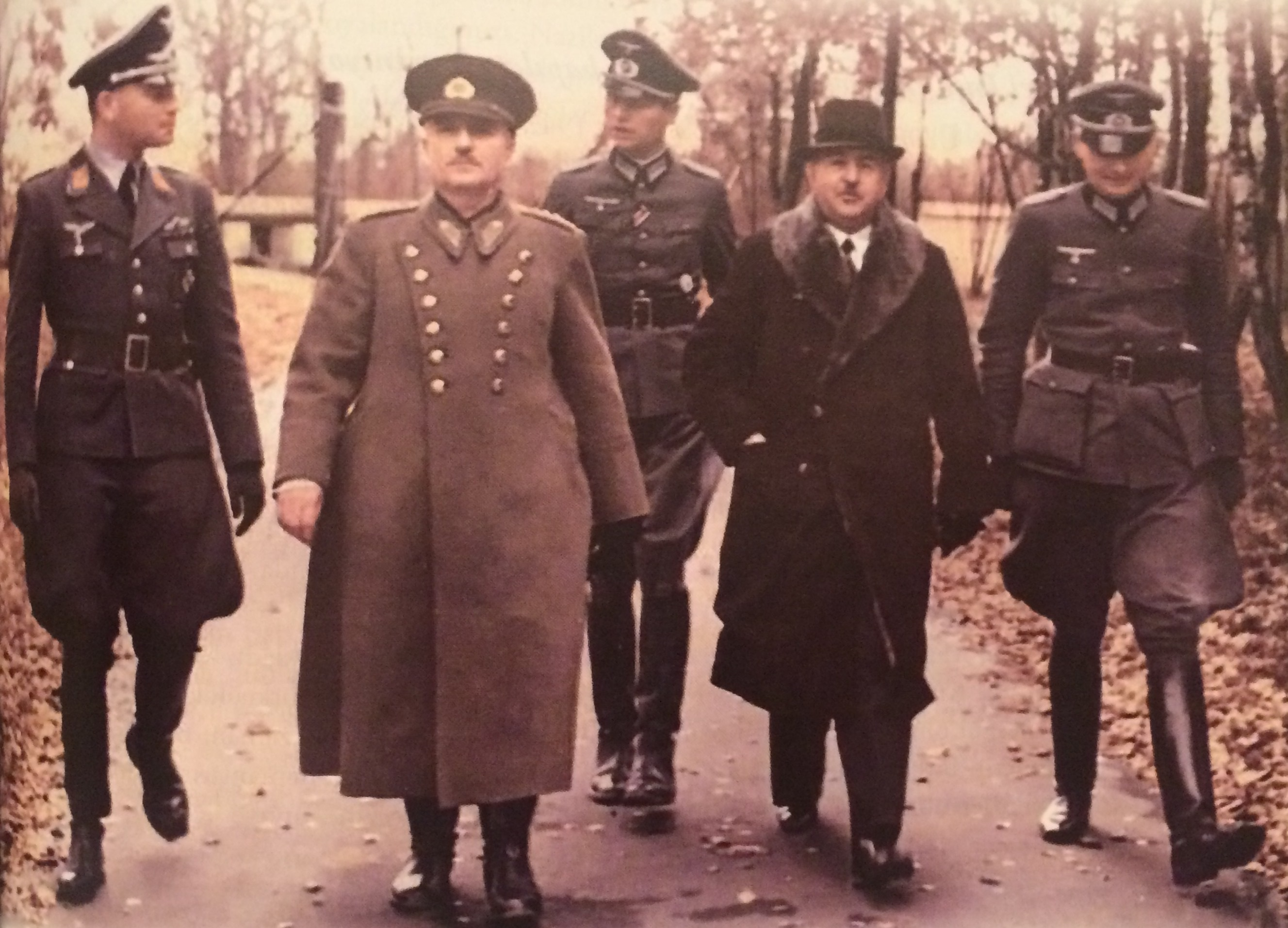
Генерал Турции Эркилет и начальник турецкой военной академии Эрден в ходе визита на Восточный фронт. 31 октября 1941 года

Отдельную озабоченность в Советском Союзе вызвала трёхнедельная поездка на Восточный фронт турецкой военной делегации во главе с начальником военной академии генералом Али Фуадом Эрденом. Состоявшийся в октябре и продлившийся три недели, ознакомительный тур закончился встречей с Гитлером. Уверенные в победе вермахта, офицеры генштаба вернулись в Анкару в ноябре и на встрече с президентом Инёню убеждали его полноценно вступить в войну на немецкой стороне. Президенту было доложено, что «от России остался лишь снег». Однако Инёню не поддался на уговоры, что немало раздосадовало Эрдена. Сопровождавший его в поездке генерал Хюсейн Хюсню Эмир Эркилет даже в 1943 году продолжал верить в победу Германии и написал книгу «Что я увидел на Восточном фронте». Схожие военно-ознакомительные поездки на Восточный фронт, однако также не окончившиеся вступлением страны в войну, направлялись и Болгарией.
Особенно напряжённой ситуация с Турцией стала летом 1942 года, после начала наступления немецких войск на Сталинград и на Кавказ. В Турции была проведена мобилизация, её вооружённые силы достигли численности в 1 000 000 человек. С началом немецкого наступления около 750 000 из них турки перебросили на советско-турецкую границу в области Батуми. Всего с июля 1942 года против советского Закавказского фронта (повторно сформирован 1 мая 1942 года) турецкая армия развернула 4 армейских корпуса, 16 пехотных дивизий, из которых 7 дивизий прибыли в течение июля, 2 кавалерийских дивизии и одну мотострелковую бригаду. По другим данным турецкая группировка на границе в это время насчитывала около 50 дивизий. В это же время численность советских войск на границе не превышала 200 тысяч (9 армий), причём большая часть представляла собой стрелковые дивизии из новобранцев. По широко распространённому в советской историографии мнению, турецкое правительство было готово вступить в войну на стороне Германии сразу после падения Сталинграда. 27 августа 1942 года премьер-министр Турции Сараджоглу в беседе с послом Германии в Турции фон Папеном заявил, что «уничтожение России является вековой мечтой турецкого народа». Однако начавшееся контрнаступление Красной Армии на советско-германском фронте заставило свернуть эти планы.

## 1942—1945. Третий этап войны
После высадки британо-американских войск в Северной Африке в ноябре 1942 года, и  разгрома немецких войск под Сталинградом в феврале 1943 года, вопрос вступления Турции в войну на стороне стран Оси больше не поднимался. Напротив, союзники по антигитлеровской коалиции стали прилагать усилия для вступления Турции в войну против Германии уже весной 1943 года. При этом Черчилль придавал скорейшему вступлению Турции в войну особое значение. Турецкий театр военных действий позволял перенести открытие Второго фронта на Балканы и тем самым отсечь этот регион от наступающей Красной армии.
После британо-американской конференции в Касабланке в январе 1943 года Черчилль отправился в Турцию уговаривать турок вступить в войну как можно раньше. На состоявшейся Аданской конференции Черчилль попытался убедить президента Турции Инёню вступить в войну не позже августа 1943 года, обещая, что к тому времени Италия будет разгромлена и опасность со стороны Средиземного моря для турок исчезнет. Несмотря на то, что Турция отказалась от немедленного вступления в войну и заявила о продолжении политики нейтралитета, турецкое правительство не отказалось принять британскую помощь в виде вооружения и боеприпасов. В течение 1943 года Турция сохраняла доброжелательный к Германии нейтралитет. Поставки товаров из Турции играли важную роль в экономике Германии. Например, в 1943 году Турция поставила в Германию 46,8 тыс. тонн хромовой руды, 17,9 тыс. тонн масличных семян, 17,6 тыс. тонн рыбы, 9,5 тыс. тонн чугуна, 7,4 тыс. тонн меди.
На Московской конференции министров иностранных дел союзников в октябре 1943 года было принято решение добиваться от Турции вступления в войну до конца 1943 года и предоставления возможности использовать турецкие аэродромы для нанесения ударов по немецким войскам. На Каирской конференции в ноябре 1943 года британский министр иностранных дел Э. Иден в беседе с министром иностранных дел Турции Н. Менеменджиоглу пригрозил ему, в случае отказа вступить в войну, прекратить поставки военных грузов. Менеменджиоглу ответил, что Турция к войне не готова. На Тегеранской конференции в декабре 1943 года вопрос участия Турции в войне также обсуждался. Черчилль объявил о готовности предоставить Турции при вступлении на стороне союзников помощь вооружением, воздушным прикрытием и 2-3 дивизиями, а в случае отказа прекратить военные поставки, отказать от участия в мирной конференции и пригрозить послевоенными претензиями Советского Союза в отношении Черноморских проливов. На этот раз советская и американская делегации не поддержали предложения Черчилля, так как считали, что открытие балканского фронта отвлечёт силы союзников от высадки в Нормандии. Во время конференции в Тегеране по инициативе Черчилля был поднят вопрос о проливах. 30 ноября Черчилль заявил, что несправедливо, когда Советский Союз не имеет выхода в Средиземное море, и если раньше Британия выступала против, то теперь она возражать не будет.
После завершения Тегеранской конференции 4-6 декабря в Каире состоялась встреча Черчилля и Рузвельта с президентом Турции Инёню. Рузвельт и Черчилль просили турецкого руководителя до 15 февраля 1944 года предоставить аэродромы для британских и американских военно-воздушных сил. Инёню повторил тезис о слабости Турции и просил вооружений. В результате с апреля 1944 года Великобритания и США прекратили оказание военной помощи Турции. Кроме того, с осени 1942 года Турция поставляла Германии крайне необходимый той хром, что также вызывало раздражение союзников. После прекращения поставок от союзников турецкое правительство с апреля 1944 года прекратило поставки хрома в Германию. В апреле 1944 года СССР освободил от немцев Крым, и 18 мая 1944 провёл депортацию крымских татар, родственного туркам народа, частично сотрудничавшего с немцами во время оккупации. Ситуация ещё больше обострилась, когда в июне 1944 года через проливы в Чёрное море прошли два немецких военных корабля. Союзники стали требовать от Турции полного разрыва экономических и дипломатических взаимоотношений с Германией. 2 августа Турция объявила о разрыве экономических и дипломатических отношений с Германией.
С осени 1944 года советское правительство, учитывая позицию Турции, начинает зондировать почву об изменении конвенции Монтре после окончания войны. На Ялтинской конференции в феврале 1945 года Сталин выступил с особым заявлением по поводу Черноморских проливов, потребовав свободного прохода советских военных кораблей через проливы в любое время. Черчилль и Рузвельт согласились с подобными требованиями. Кроме того, на Ялтинской конференции было принято решение, что в создании Организации Объединённых Наций будут участвовать только те государства, которые объявят войну Германии до 1 марта 1945 года. После того, как об этом решении было поставлено в известность турецкое правительство, 23 февраля 1945 года Турция формально объявила войну Германии, но в боевых действиях участия не принимала.

## Интернирование японцев в Турции
Число японцев, проживавших в Турции в январе 1945 года, когда Турция разорвала дипломатические и торговые отношения с Японией, было очень незначительным. Японское бюро путешествий и информационное бюро были закрыты примерно за два года до этого, а все их сотрудники покинули Турцию. В Турции не осталось ни одного японского бизнесмена. Остались только лица с дипломатическим и консульским статусом, которых было около 15 человек. Они были интернированы, как вражеские граждане, в здании консульства в Стамбуле. Интернированным японским гражданам разрешалось время от времени выходить на прогулку в парк Йылдыз или гулять около террасы здания консульства.

## Послевоенные территориальные претензии СССР к Турции
19 марта 1945 года советское правительство денонсировало советско-турецкий договор о дружбе от 1925 года, после чего начались неформальные консультации и переговоры о заключении нового договора. В мае Турция предложила проект соглашения, при котором в случае войны гарантировался бы свободный проход армии и флота СССР через турецкую территорию; это вызвало соблазн «дожать» Турцию до полного удовлетворения советских требований. В июне 1945 года при встрече посла Турции в Москве Селима Сарпера с В. М. Молотовым, советский нарком иностранных дел заявил о таких желательных условиях заключения нового соглашения, как режим совместного советско-турецкого контроля в Черноморских проливах (с размещением советской военно-морской базы) и возвращение Советскому Союзу территорий в Закавказье, отошедших Турции по Московскому договору 1921 года.
Впоследствии эти требования привели к вступлению Турции в НАТО.

## Турецкая армия в годы войны
В 1938 году Турецкая армия насчитывала:
- Сухопутные войска: 20 000 офицеров и 174 000 солдат, из которых было укомплектовано 20 пехотных дивизий, 3 горнострелковых бригады, 1 крепостная бригада и 5 кавалерийских дивизий (включая 2 запасные) — всего 132 полка (60 пехотных, 6 горнострелковых, 21 кавалерийский, 8 кавалерийских запасных, 20 полков полевой артиллерии, 10 тяжёлой и 7 крепостной). Военная служба по призыву продолжалась 3 года. Административно турецкая территория была разделена на 3 инспектората, 9 корпусов, и 1 военное губернаторство. В начале 1941 года были созданы 17 корпусных управлений, 43 дивизии и 3 отдельных пехотных бригады, 2 кавалерийских дивизии и 1 отдельная кавалерийская бригада, а также 2 механизированных дивизии. На 1940 год танков и бронеавтомобилей 170 единиц. В 1942-43 годы поставлено ещё 525 единиц танков, как из Германии, так и из Великобритании и США. Оснащение сухопутных сил, в частности стрелковое оружие и артиллерия были в основном периода Первой мировой войны. В годы Второй мировой войны к ним добавились зарубежные поставки более современной артиллерии, преимущественно, противотанковой. Большая часть вооружений, особенно тяжелое и технически сложное, имело зарубежное происхождение
- Флот состоял из 1 линейного крейсера, 2 лёгких крейсеров, 2 торпедных катеров, 4 эсминцев, 5 подводных лодок (из них одна была передана Германией в 1939 году), 19 морских транспортов (включая 1 вооружённый пароход) и 4 вспомогательных судов. Корабли большей частью были устаревшими. Кроме того, согласно программе модернизации, начатой непосредственно перед Второй мировой войной ещё 2 подводные лодки были заказаны в Германии, а 4 эсминца — в США. Вспомогательные корабли и катера строились на отечественных заводах. Личный состав насчитывал 9200 человек. К 1945 году флот состоял из 1 линейного крейсера, 2 лёгких крейсеров, 2 канонерок, 3 тральщиков, 8 эсминцев, 12 подводных лодок, 3 торпедных катеров, 5 минозаградителей.
- Военно-воздушные силы состояли из 4 авиаполков (по 6 эскадрилий, по 15 самолётов в каждой) и имели на вооружении 370 самолётов английского, американского, французского и немецкого производства. Личный состав насчитывал 8500 человек. В 1941 году благодаря британо-французским поставкам, был сформирован ещё 1 авиаполк и 5 отдельных эскадрилий. К 1945 году были сформированы 2 авиадивизии, в которых в общей сложности было 15 эскадрилий.